# Miss KKTC
Miss KKTC ist der jährlich landesweit stattfindende Schönheitswettbewerb für unverheiratete Frauen im Alter zwischen 16 und 25 Jahren aus der Türkischen Republik Nordzypern. Der Wettbewerb wurde erstmals 1984 ausgetragen. Der vollständige Name lautet Miss Kuzey Kıbrıs (deutsch: Miss Nordzypern). Weil er sehr lang und für den internationalen Gebrauch ungeeignet ist, wird zumeist die Abkürzung verwendet. Im Türkischen ist gelegentlich auch die Bezeichnung KKTC Güzellik Yarışması zu lesen.
Haupt-Sponsoren sind der Fernsehsender Kıbrıs Genç TV und die Model-Agentur Günkut. Der Inhaber der Agentur, Bülent Günkut, ist Veranstalter des Wettbewerbs.
Auf der 22. Austragung Anfang August 2008 wurde Hayriye Aliriza gewählt. Von einem konkurrierenden Veranstalter erhielt Özlem Kaplan ebenfalls den Titel Miss Nordzypern.
Die Gewinnerinnen bzw. Finalistinnen können an namhaften internationalen Wettbewerben aufgrund der politischen Situation nicht teilnehmen. Einige wurden bzw. werden jedoch zu weniger bedeutenden Wahlen delegiert:
- Miss Asia Pacific: 1987 und 1988, jeweils in Hongkong[3]
- Miss Globe International: mit Unterbrechungen 1990 bis 1999 und 2001 bis 2003, jeweils in der Türkei, 2000 in Kyrenia, Nordzypern. Seit 2004 (Austragung in Albanien) keine Teilnahme mehr.[4]
- Die Miss Kuzey Kıbrıs 2008 sollte die Türkische Republik Nordzypern bei den Wettbewerben Miss Cyprus International, Miss EU Beauty Contest und Miss Fashion TV repräsentieren.[5]

## Die Siegerinnen
| Jahr | Name                 | Name         |
| ---- | -------------------- | ------------ |
| 1984 | Hülya Arçay          |              |
| 1985 | Mine Kavas           |              |
| 1986 | Rüya Güneyli         |              |
| 1987 | Bengü Özdenak        |              |
| 1988 | Fatoş Anıl           |              |
| 1989 | Şebnem Özbenli       |              |
| 1990 | Şükran Paralik       |              |
| 1991 | Emete Aşçıoğulları   |              |
| 1994 | Ebru Özüşen          |              |
| 1995 | Paye Fethi           |              |
| 1996 | Reyhan Bilgeer       |              |
| 1997 | Fatma Artunç         |              |
| 1998 | İnci Pars            |              |
| 1999 | İzlem Karanfiloğlu   |              |
| 2000 | Naciye Balan         |              |
| 2001 | Cennet Erol          |              |
| 2002 | Pınar Atman          |              |
| 2005 | Hasret Kolcu         |              |
| 2006 | Hazel Kentmen        |              |
| 2007 | Sevilay Bittacı      |              |
| 2008 | Hayriye Aliriza      | Özlem Kaplan |
| 2009 | Bahar Dürüst         |              |
| 2010 | Imge Kemaloğlu       |              |
| 2011 | Sevilay İzanoğlu     |              |
| 2012 | Cemile Aktanlı       |              |
| 2013 | Merve Özkurt         |              |
| 2014 | Sevim Suzi Yusufoğlu |              |
| 2015 | Berfe Alisinanoğlu   |              |
| 2016 | Esin Terzioğlu       |              |
| 2017 | Fulya Tilki          |              |
| 2018 | Elif Sude Züğürt     |              |
| 2019 | Şenel Bektaş         |              |
| 2021 | Necmiye Talaş        |              |
| 2022 | Azra Kızılbora       |              |
| 2023 | Fatma Mani           |              |
| 2024 | Ece KURT             |              |

## Teilnehmerinnen an internationalen Wettbewerben

### Miss Asia Pacific
| Jahr | Name                 |
| ---- | -------------------- |
| 1987 | Bengü Özdenak        |
| 1988 | Fatma Anıl (Platz 4) |

### Miss Globe International
| Jahr | Name                  |
| ---- | --------------------- |
| 1990 | Şükran Paralık        |
| 1992 | N. N.                 |
| 1995 | N. N.                 |
| 1996 | Paye Fethi            |
| 1997 | Pelin Çobanoğullari   |
| 2000 | Deniz Karaca          |
| 2001 | Misra Kebabcı         |
| 2003 | Meryem Deniz Güldüren |

Außerdem nahm Cennet Erol 2002 für die Türkei am „inoffiziellen“ Miss-Europa-Wettbewerb des Comité Officiel et International Miss Europe
teil.

## Internationale Bedeutung
Die Gewinnerinnen bzw. Finalistinnen nehmen an größeren internationalen Wettbewerben nicht teil, da der Veranstalter nicht im Besitz der entsprechenden Lizenzen ist.
In der Republik Zypern wird der Wettbewerb Star Kypros durchgeführt, der einen gesamtzyprischen Anspruch erhebt, allerdings wird dieser ausschließlich in griechisch ausgetragen. Der Veranstalter – die Carlsberg-Brauerei – hält die internationalen Konzessionen für Miss Universe, Miss World, Miss Europe und Miss International. Infolgedessen vertreten die Erstplatzierten dieses Wettbewerbes Zypern bei den genannten internationalen Schönheitswettbewerben.